# Ricky Marsh
Eric Clifton Marsh, (Nueva York, Nueva York, 10 de marzo de 1954) fue un jugador de baloncesto estadounidense. Con 1.91 de estatura, su puesto natural en la cancha era el de escolta. 